# Varanus

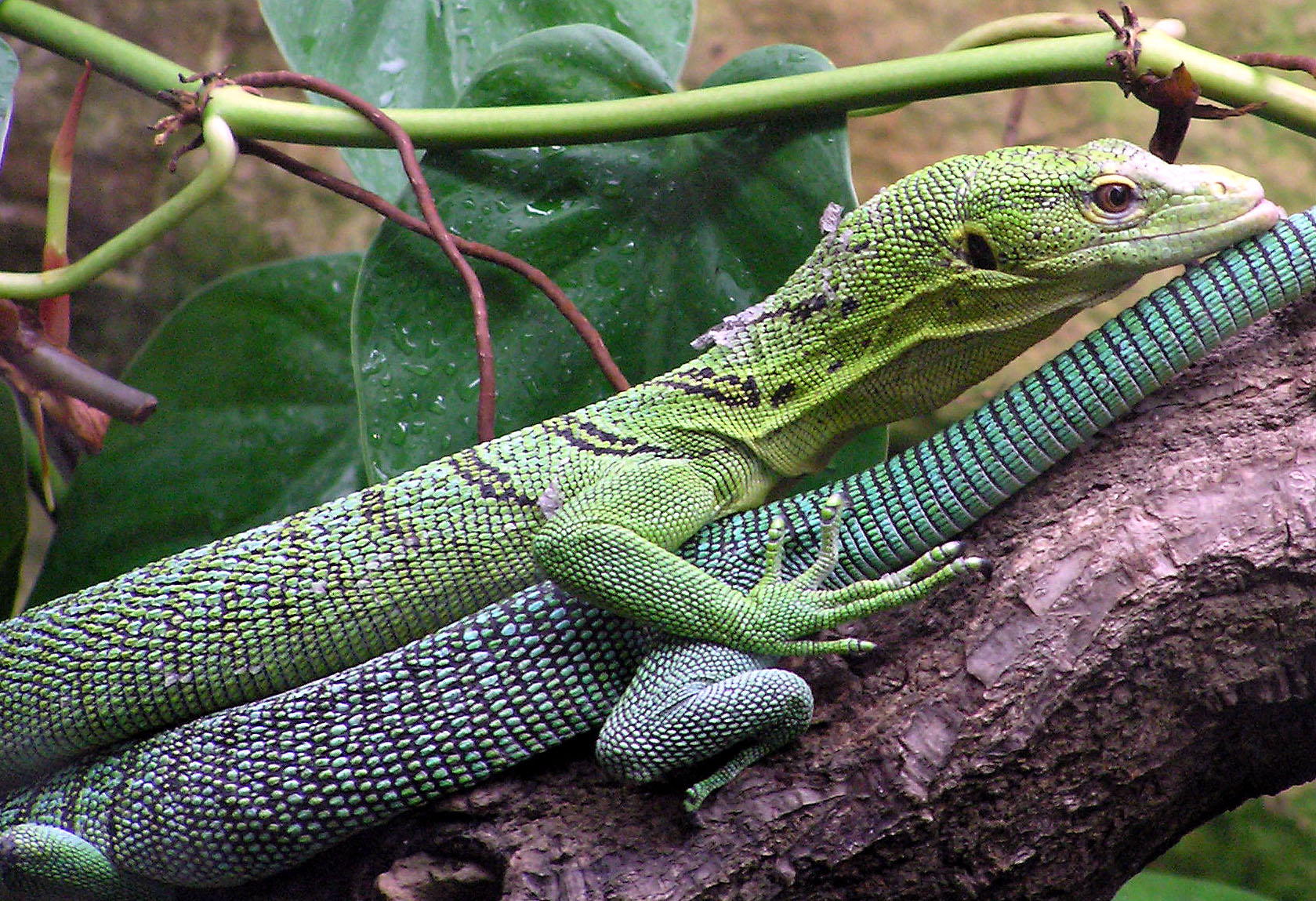
Varanus prasinus.

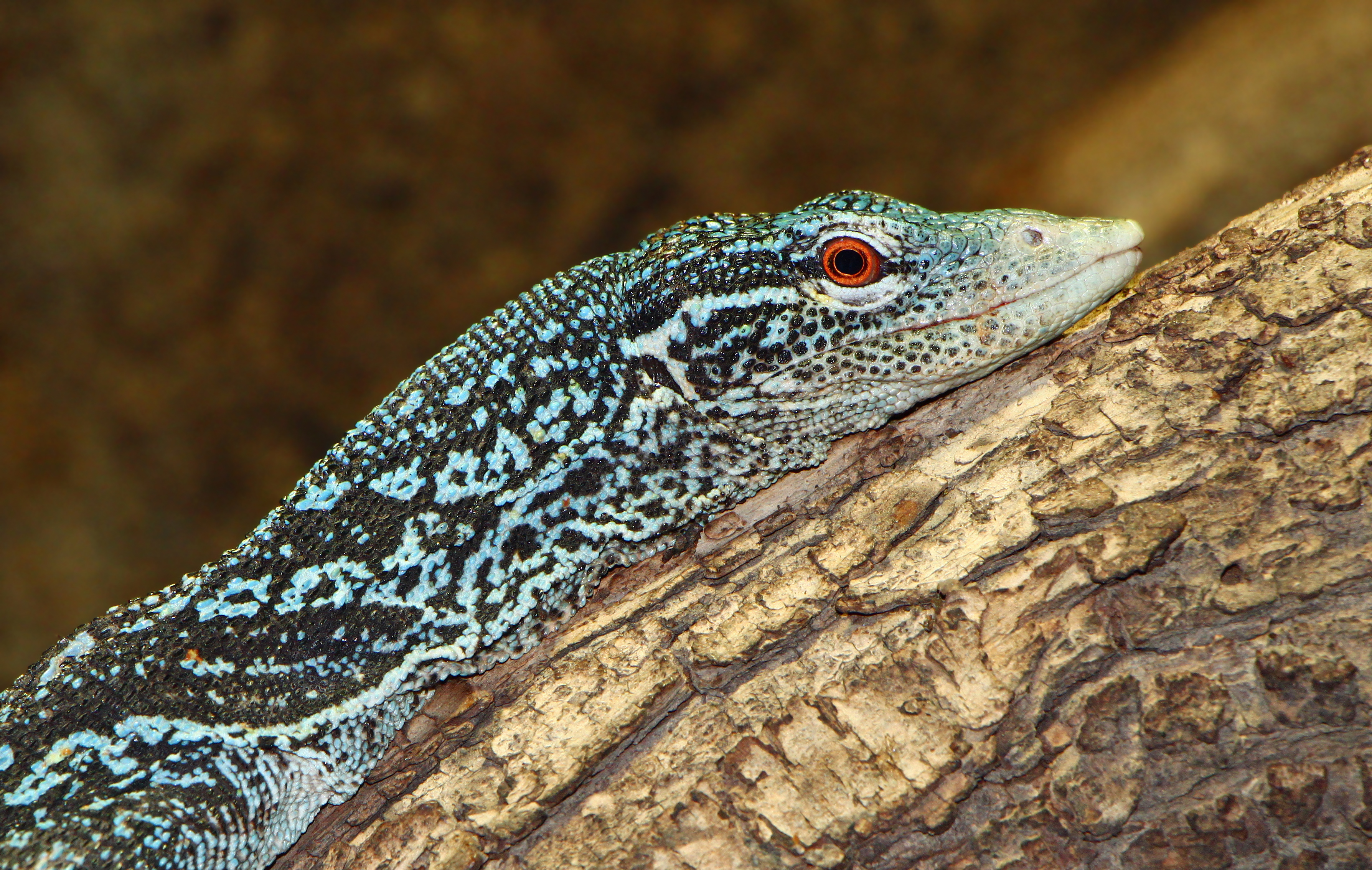
Varanus macraei.

Varanus es un género de saurópsidos escamosos que comprende numerosas especies de grandes lagartos de cabeza pequeña, cuello largo, cuerpo y patas gruesas, y cola larga y fuerte.
Todas las especies del género están amparadas por el acuerdo de Washington (CITES). En su mayoría en el apéndice II y algunas como V. komodoensis en el apéndice I.

## Especies
Se reconocen las 81 especies vivas siguientes (las extintas se indican con †):
- Varanus acanthurus Boulenger, 1885, varano de cola espinosa
- Varanus albigularis (Daudin, 1802), varano de garganta blanca
  - Varanus albigularis albigularis (Daudin, 1802).
  - Varanus albigularis angolensis (Schmidt, 1933).
  - Varanus albigularis microstictus (Boettger, 1893).
- Varanus amnhophilis Conrad, Balcarcel, & Mehling, 2012 †.
- Varanus auffenbergi Sprackland, 1999 - varano pavo real.
- Varanus bangonorum Welton, Travers, Siler & Brown, 2014.
- Varanus baritji King & Horner, 1987 - varano cola espinosa norteño.
- Varanus beccarii (Doria, 1874), varano arborícola negro.
- Varanus bengalensis (Daudin, 1802) - varano de Bengala.
- Varanus bitatawa Welton et al., 2010 - varano gigante filipino.
- Varanus boehmei Jacobs, 2003.
- Varanus bogerti Mertens, 1950 - varano arborícola dorado.
- Varanus brevicaudus Boulenger, 1898 - varano de cola corta.
- Varanus bushi Aplin, Fitch & King, 2006.
- Varanus caerulivirens Ziegler, Böhme & Philipp, 1999 - varano turco.
- Varanus caudolineatus Boulenger, 1885 - varano de cola rayada.
- Varanus cerambonensis Philipp, Böhme & Ziegler, 1999 - varano de manglar de Ceram.
- Varanus citrinus Pavón-Vázquez et al., 2022.[3]
- Varanus cumingi Martin, 1839.
- Varanus dalubhasa Welton, Travers, Siler & Brown, 2014.
- Varanus doreanus (Meyer, 1874) - varano de cola azul.
- Varanus douarrha (Lesson, 1830).[4]
- Varanus dumerilii (Schlegel, 1839) - varano de Duméril.
- Varanus eremius Lucas & Frost, 1895 - varano pigmeo del desierto.
- Varanus exanthematicus (Bosc, 1792) - varano de sabana.
- Varanus finschi Böhme, Horn & Ziegler, 1994 - varano de Finsch.
- Varanus flavescens (Hardwicke & Gray, 1827) - varano amarillo de manglar.
- Varanus giganteus (Gray, 1845) - varano gigante australiano.
- Varanus gilleni Lucas & Frost, 1895 - varano de Gillen.
- Varanus glauerti Mertens, 1957 - varano colilargo de las rocas.
- Varanus glebopalma Mitchell, 1955.
- Varanus gouldii (Gray, 1838) - varano de arena.
- Varanus griseus (Daudin, 1803) - varano del desierto.
- Varanus hamersleyensis Maryan, Oliver, Fitch & O’Connell, 2014.[5]
- Varanus indicus (Daudin, 1802) - varano de manglar.
- Varanus jobiensis Ahl, 1932 - varano de Schmidt.
- Varanus juxtindicus Böhme, Philipp & Ziegler, 2002 - Hakoi.
- Varanus keithhornei (Wells & Wellington, 1985).
- Varanus kingorum Storr, 1980 - varano de King.
- Varanus komodoensis Ouwens, 1912 - dragón de Komodo.
- Varanus kordensis (Meyer, 1874).
- Varanus lirugensis Koch, Arida, Schmitz, Böhme & Ziegler, 2009.
- Varanus louisiadensis Weijola & Kraus, 2023. - Varano de las Luisiadas.[6]
- Varanus mabitang Gaulke & Curio, 2001 - varano de Panay.
- Varanus macraei Böhme & Jacobs, 2001 - varano de MacRae.
- Varanus marmoratus (Wiegmann, 1834).
- Varanus melinus Böhme & Ziegler, 1997.
- Varanus mertensi Glauert, 1951 - varano de agua de Mertens.
- Varanus mitchelli Mertens, 1958 - varano de agua de Mitchell.
- Varanus nebulosus (Gray, 1831) - varano nebuloso.
- Varanus nesterovi Böhme, Ehrlich, Milto, Orlov & Scholz, 2015.
- Varanus niloticus (Linnaeus, 1766) - varano del Nilo.
- Varanus nuchalis (Günther, 1872).
- Varanus obor Weijola & Sweet, 2010 - varano antorcha.
- Varanus olivaceus Hallowell, 1857 - varano de Gray.
- Varanus palawanensis Koch, Gaulke & Böhme, 2010.
- Varanus panoptes Storr, 1980 - varano de Argus.
- Varanus pilbarensis Storr, 1980 - varano de Pilbara.
- Varanus prasinus (Schlegel, 1839) - varano esmeralda.
- Varanus primordius Mertens, 1942.
- Varanus priscus Owen, 1859 (incluida con frecuencia dentro de su propio género, Megalania) † -  Megalania.
- Varanus rainerguentheri (Ziegler, Böhme & Schmitz, 2007).
- Varanus rasmusseni Koch, Gaulke & Böhme, 2010.
- Varanus reisingeri Eidenmüller & Wicker, 2005.
- Varanus rosenbergi Mertens, 1957 - varano de Rosenberg.
- Varanus rudicollis (Gray, 1845) - varano cuellirugoso
- Varanus salvadorii (Peters & Doria, 1878) - varano de Papúa.
- Varanus salvator (Laurenti, 1768) - varano de dos bandas.
- Varanus samarensis Koch, Gaulke & Böhme, 2010.
- Varanus scalaris Mertens, 1941 - varano arborícola moteado.
- Varanus semiremex Peters, 1869 - varano pardo.
- Varanus semotus Weijola, Donnellan & Lindqvist, 2016.
- Varanus similis Mertens, 1958.
- Varanus sparnus Doughty, Kealley, Fitch & Donnellan, 2014.
- Varanus spenceri Lucas & Frost, 1903 - varano de Spencer.
- Varanus spinulosus Mertens, 1941 - varano de manglar de Sta. Isabel.
- Varanus storri Mertens, 1966 - varano enano.
- Varanus tanimbar Weijola & Kraus, 2023. - Varano de Tanimbar.[6]
- Varanus telenesetes Sprackland, 1991 - varano arborícola de la isla Rossel.
- Varanus timorensis Gray, 1831 - varano arborícola moteado.
- Varanus togianus (Peters, 1872).
- Varanus tristis (Schlegel, 1839) - varano de cabeza negra.
- Varanus varius (White, 1790) - varano arborícola común.
- Varanus yemenensis Böhme, Joger & Schätti, 1989 - varano de Yemen.
- Varanus yuwonoi Harvey & Barker, 1998 - varano tricolor.
- Varanus zugorum Böhme & Ziegler, 2005.